# باتو براغادو
باتو براغادو (بالبرتغالية: Pato Bragado‏)؛ بلدية في ولاية بارانا في المنطقة الجنوبية من البرازيل.